# نیو هیون (آیووا)
نیو هیون (به انگلیسی: New Haven) شهری در ایالت آیووا کشور ایالات متحده آمریکا است که جمعیت آن در سرشماری سال ۲۰۱۰ میلادی، ۹۱ نفر بوده‌است.